# Wesmaldra
Genre
Wesmaldra est un genre d'araignées aranéomorphes de la famille des Gnaphosidae.

## Distribution
Les espèces de ce genre sont endémiques d'Australie. Elle se rencontre en Australie-Occidentale et dans le Territoire du Nord.

## Liste des espèces
Selon World Spider Catalog (version 19.5, 22/12/2018) :
- Wesmaldra baynesi Platnick & Baehr, 2006
- Wesmaldra bidgemia Platnick & Baehr, 2006
- Wesmaldra bromilowi Platnick & Baehr, 2006
- Wesmaldra hirsti Platnick & Baehr, 2006
- Wesmaldra kakadu Platnick & Baehr, 2006
- Wesmaldra learmonth Platnick & Baehr, 2006
- Wesmaldra napier Platnick & Baehr, 2006
- Wesmaldra nixaut Platnick & Baehr, 2006
- Wesmaldra rolfei Platnick & Baehr, 2006
- Wesmaldra splendida (Simon, 1908)
- Wesmaldra talgomine Platnick & Baehr, 2006
- Wesmaldra urawa Platnick & Baehr, 2006
- Wesmaldra waldockae Platnick & Baehr, 2006
- Wesmaldra wiluna Platnick & Baehr, 2006

## Systématique et taxinomie
Ce genre a été déplacé des Prodidomidae aux Gnaphosidae par Azevedo, Griswold et Santos en 2018.

## Publication originale
- Platnick & Baehr, 2006 : A revision of the Australasian ground spiders of the family Prodidomidae (Araneae, Gnaphosoidea). Bulletin of the American Museum of Natural History, no 298, p. 1-287 (texte intégral).